# Idiopoma
Idiopoma is een geslacht van weekdieren uit de klasse van de Gastropoda (slakken).

## Soorten
- Idiopoma dissimilis (O. F. Müller, 1774)
- Idiopoma ingallsiana (Lea, 1856)
- Idiopoma lithophaga (Heude, 1890)
- Idiopoma umbilicata (Lea, 1856)